# Кобяков, Андрей Владимирович
Андре́й Влади́мирович Кобяко́в (бел. Андрэй Уладзіміравіч Кабякоў; род. 21 ноября 1960, Москва, СССР) — белорусский государственный деятель, Премьер-министр Беларуси с 27 декабря 2014 по 18 августа 2018 года.
С 28 декабря 2010 по 8 ноября 2011 года занимал должность заместителя Главы Администрации президента Республики Беларусь, с 8 ноября 2011 по 27 августа 2012 года — должность Чрезвычайного и Полномочного Посла Республики Беларусь в Российской Федерации, с 27 августа 2012 года — должность главы Администрации президента Республики Беларусь, а с 27 декабря 2014 года — должность премьер-министра Республики Беларусь, на которой заменил Михаила Мясниковича.

## Биография
Андрей Владимирович Кобяков родился 21 ноября 1960 года в Москве. С трехлетнего возраста жил на территории Республики Беларусь.
В 1983 году окончил Московский авиационный институт имени С. Орджоникидзе, а в 1991 году — Белорусский государственный институт народного хозяйства имени В. В. Куйбышева и Институт политологии и социального управления КПБ. По образованию инженер-механик, экономист, политолог, преподаватель социально-политических дисциплин.
С 1983 года работал мастером и старшим мастером механосборочного цеха на заводе имени С. И. Вавилова в Минске, с 1985 года — старшим мастером, заместителем начальника цеха и заместителем начальника сборочного производства завода «Диапроектор» в Рогачёве (Гомельская область), а с 1988 по 1989 годы — инструктором организационного отдела Рогачёвского горкома КПБ.
После окончания Белорусского государственного института народного хозяйства с 1991 года работал начальником планово-экономического отдела завода «Диапроектор», с 1992 года — заместителем директора по экономике завода «Диапроектор», с 1995 года — заместителем начальника Службы контроля Президента Республики Беларусь, с 1996 года — заместителем Председателя Комитета государственного контроля Республики Беларусь, затем президентом Белорусского государственного концерна по производству и реализации товаров лёгкой промышленности, а в 1998 году — Председателем Комитета государственного контроля Республики Беларусь.

## Государственная деятельность

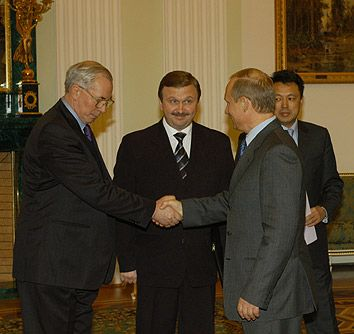
Слева направо: Николай Азаров, Андрей Кобяков, Владимир Путин, Сауат Мынбаев

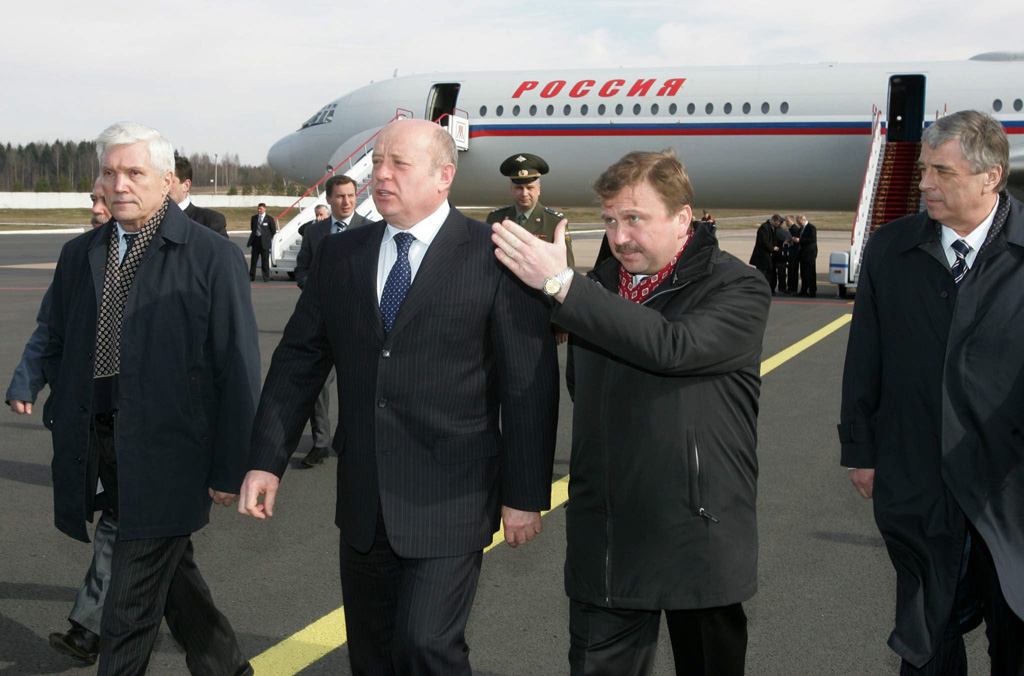
Слева направо: Александр Суриков, Михаил Фрадков, Андрей Кобяков и Павел Бородин во время встречи в аэропорту Минска

В 2000 году Кобяков был назначен на должность Первого заместителя Премьер-министра Республики Беларусь, в сентябре 2001 года — на должность заместителя Премьер-министра Республики Беларусь, а в июле 2002 года — на должность заместителя Премьер-министра Республики Беларусь — Министра экономики Республики Беларусь. С марта 2003 года одновременно был членом Группы высокого уровня (ГВУ) Единого экономического пространства (ЕЭП).
24 декабря 2003 года Андрей Владимирович Кобяков был освобождён от занимаемой должности Министра экономики, после чего по 2010 год находился на должности заместителя Премьер-министра Республики Беларусь. 20 февраля 2004 года был назначен на должность представителя государства в ОАО «Белпромстройбанк».
28 декабря 2010 года был назначен на должность заместителя Главы Администрации Президента Республики Беларусь.
С 8 ноября 2011 по 27 августа 2012 года был Чрезвычайным и Полномочным Послом Республики Беларусь в Российской Федерации, а также Постоянным представителем Беларуси при Евразийском экономическом сообществе по совместительству.
С 27 августа 2012 по 27 декабря 2014 года работал Главой Администрации Президента Республики Беларусь.
С 27 декабря 2014 по 18 августа 2018 года был Премьер-министром Республики Беларусь.
С 2018 года был членом совета директоров — независимым директором, председателем аудиторского комитета совета директоров ОАО «Белгазпромбанк».
17 ноября 2020 года назначен генеральным директором «Группы Сибуглемет» и председателем совета директоров управляющей компании «Холдинг Сибуглемет».

## Критика
На акции протеста в Минске 22 февраля 2016 года оппозиционеры Павел Северинец, Алесь Макаев призвали премьер-министра Андрея Кобякова уйти в отставку.
17 июля 2016 года Объединённая гражданская партия потребовала отставки правительства Кобякова в заявлении, которое было принято на 17 съезде партии.

## Семья
- Жена — Ольга, победительница конкурса «Женщина года 2017»[14].
- Дочь — Вера.
- Сын — Георгий[15].

## Награды
- орден Почёта (2006),
- орден Отечества III степени (2014),
- Почётная грамота Правительства Москвы (30 октября 2009 года) — за большой вклад в развитие сотрудничества между Москвой и Республикой Беларусь[16].